# 华南理工大学吴贤铭智能工程学院
华南理工大学吴贤铭智能工程学院（简称：华工吴院）是华南理工大学与密歇根大学安娜堡分校共建的工科学院，以智能制造领域著名学者吴贤铭（英語：Shien-Ming (Sam) Wu）教授的名字冠名。学院成立于2017年12月，是华南理工大学广州国际校区首批建设学院之一。

## 历史沿革
2017年12月7日，华南理工大学与吴贤铭基金会（英語：Sam and Daisy Wu Foundation）暨密歇根大学吴贤铭制造研究中心（英語：S.M. Wu Manufacturing Research Center）在杭州签约，决定合作共建吴贤铭智能工程学院。12月19日，学院正式成立，成为广州国际校区首批建设学院之一，也是首个以吴贤铭教授之名冠名的大学学院。
2018年9月，学院招收的首批博士及硕士研究生正式入学。
2019年3月，广州市政府与华南理工大学、博世互联工业签约，在吴贤铭智能工程学院内设立工业4.0创新技术中心。
2019年9月，广州国际校区正式启用，学院招收的首批本科生亦同时入学。

## 学术科研

### 学科设置
截至2020年8月，吴院共有如下的研究生学位授权点和本科专业：
- 博士学位授权点：智能工程
- 硕士学位授权点：智能工程、智能科学与工程、机械工程
- 本科专业：智能制造工程、机器人工程

### 科研机构
- 广东省智能工程国际联合研究中心
- 广东省智能与康复装备工程技术中心
- 广州工业4.0科技创新中心

## 学院领导
- 党总支书记：欧阳斌
- 副院长：谢龙汉、李巍华

## 知名学者
- 杜如虚：机械工程专家，加拿大工程院院士，吴贤铭智能工程学院创院院长，曾任香港中文大学精密工程研究所所长、机械工程与自动化系教授[7]
- 许谷：材料科学工程专家，加拿大工程院院士，麦克马斯特大学材料科学与工程系教授